# Edificio Monforte
El edificio Monforte, popularmente conocido como Almacenes la isla de Cuba se encuentra situado en la plaza de la Reina número 5 esquina con calle San Vicente número 1, en el centro histórico de Valencia (España).

## Edificio

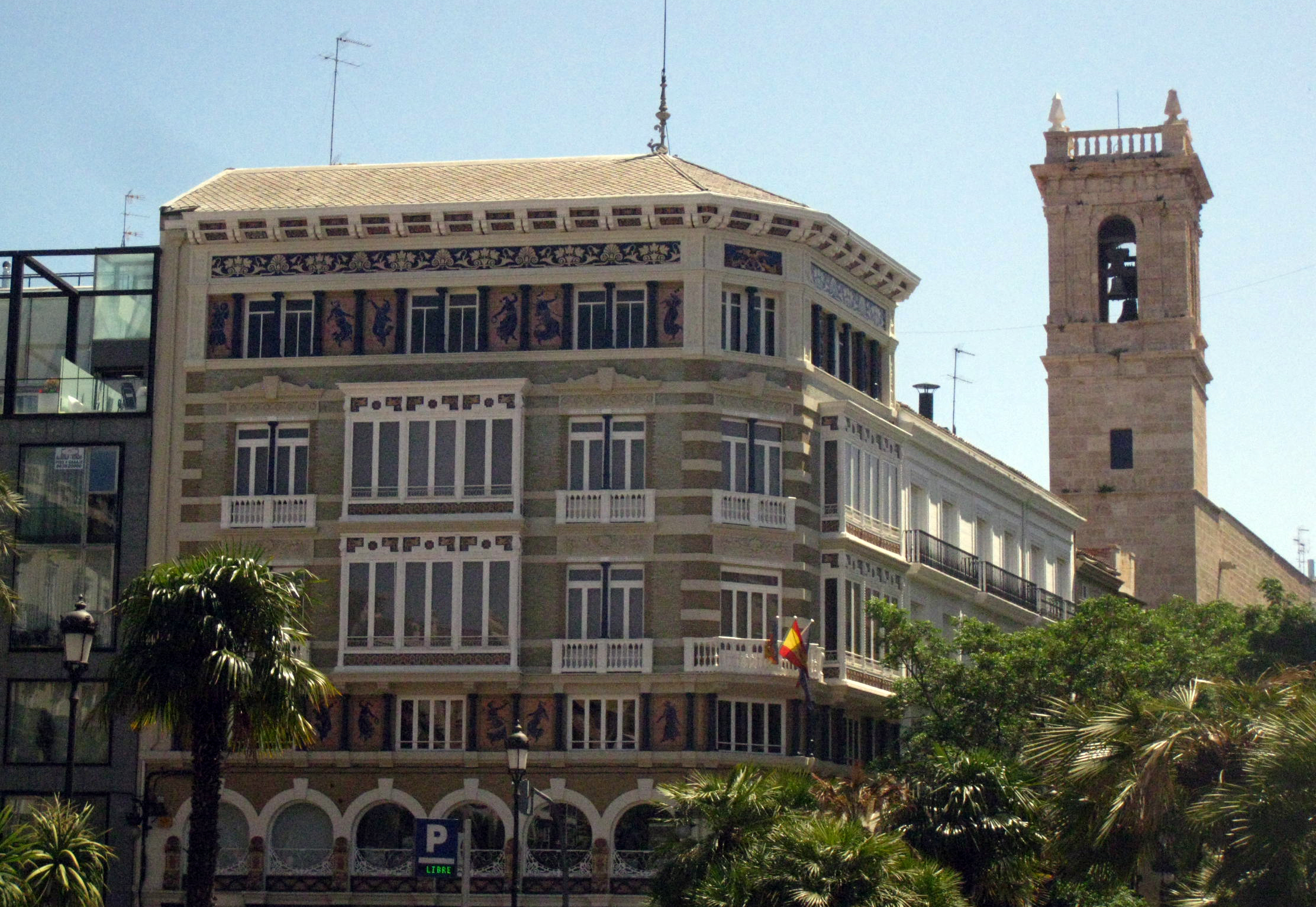
Vista del Edificio Monforte desde la plaza de la Reina.

Es una obra del maestro de obras valenciano Lucas García Cardona, construida en 1895, aunque no se finalizó hasta 1909. Su estilo es ecléctico con distintos detalles del modernismo valenciano. Es uno de los edificios más destacados de los que realizó Lucas García Cardona. 
El edificio consta de planta baja y cinco alturas. La fachada destaca por su rica ornamentación con cerámicas que representan figuras de bacantes danzando y las numerosas columnas de hierro fundido.
Albergó desde 1895 los populares almacenes La Isla de Cuba. En 1902, Juan Campoy, su propietario, fue nombrado directivo por el Ateneo Mercantil. El comercio "La Isla de Cuba" cerró en 1911, dieciséis años después de su fundación, "por la disolución de la sociedad".
Ya en los primeros años del siglo XXI, una sucursal bancaria de Bankia, que cerró el 3 de julio de 2020. El edificio fue un encargo de Josefina Sancho. Posiblemente sea el edificio más conocido de todos los que planeó el maestro de obras.